# Vladislav II de Moravie
Pour les articles homonymes, voir Vladislav II (homonymie).
Vladislav II de Moravie (1207-1228) Margrave de Moravie de 1224 à 1228.

## Biographie
Vladislav II est 2e fils d'Ottokar Ier de Bohême et de Constance de Hongrie. 
Après la mort de sans héritier de son frère le margrave de Moravie Vladislav Henri en 1222 le roi de Bohême Ottokar Ier prend le pouvoir en Moravie. Il y fait de nombreux voyages d'inspection avec ses fils notamment son futur successeur Venceslas et se fait représenter pendant son absence par l'évêque Robert d'Olomouc. En juillet 1224 il décide d'attribuer le margraviat de Moravie à son second fils Vladislav. Ce dernier y meurt dès le 18 février 1228 âgé de 21 ans sans alliance ni descendance et il est inhumé dans le monastère d'Opatovice. Ottokar Ier désigne alors son 3e fils Premysl comme margrave.

## Sources
- Francis Dvornik Les Slaves histoire, civilisation de l'Antiquité aux débuts de l'Époque contemporaine Éditions DU SEUIL Paris (1970).
- Jörg K.Hoensch Histoire de la Bohême Editions PAYOT Paris (1995)  (ISBN 2228889229).
- Pavel Belina, Petr Cornej et Jiri Pokorny Histoire des Pays tchèques Points Histoire U 191 Éditions DU SEUIL Paris (1995)  (ISBN 2020208105).